# Krásný Les, Karlovy Vary
Krásný Les là một làng thuộc huyện Karlovy Vary, vùng Karlovarský, Cộng hòa Séc.